# UKM-2000

La UKM-2000 es una ametralladora media construida y diseñada en Tarnów, Polonia por la Fábrica de Maquinarias de Tarnow (en polaco: Zakłady Mechaniczne "Tarnów") después de la admisión de Polonia en la OTAN.
Esta arma, que no es más que una variante de la PKM soviética; es un poco más rápida que su predecesora, pero está calibrada al cartucho 7,62 x 51 OTAN, y que es construida y diseñada en Tarnów, Polonia.

## Desarrollo
El 12 de marzo de 1999, Polonia fue admitida en la OTAN. La gran cantidad de problemas surgidos alrededor de las modificaciones de las armas en servicio del Ejército de Polonia para emplear las municiones estándar de la OTAN fue algo casi como una ocurrencia: se recalibraron todas las armas en los inventarios a los calibres de munición empleados por la OTAN. La decisión de desarrollar nuevas armas, entre ellas una ametralladora media de propósito general se tomó al año siguiente. La construcción se basó en el diseño de la exitosa ametralladora PKM, pero en vez del cartucho 7,62 x 54 R usaría el cartucho 7,62 x 51 OTAN.

## Variantes
- UKM-2000P: Variante portátil para la infantería.
- UKM-2000D
- UKM-2000C: Es el armamento secundario del transporte blindado de personal KTO Rosomak.

## Usuarios
- Polonia
- Nigeria[1]